# Bahnhof Maxhütte-Haidhof
Der Bahnhof Maxhütte-Haidhof ist der aktuell einzige Bahnhof mit Personennahverkehr im Mittelzentrum Städtedreieck Burglengenfeld, Teublitz und Maxhütte-Haidhof.

## Geschichte
Mitte des 19. Jahrhunderts waren im Sauforst bei Burglengenfeld umfangreiche Braunkohlevorkommen entdeckt worden. In der Nähe des Ortes Haidhof wurde 1851/53 von der Eisenwerk-Gesellschaft Maximilianshütte eine Eisenhütte gebaut, die später kurz Maxhütte genannt wurde.
1856 wurde die private Initiative Actiengesellschaft der bayerischen Ostbahnen mit dem Bestreben gegründet, Ostbayern an das nationale Eisenbahnnetz anzubinden. Ursprüngliche Planungen sahen für die Strecke von Nürnberg über Amberg nach Regensburg eine Führung durch das Tal der Vils vor. Zur Erschließung der Braunkohlevorkommen und der Eisenerzvorkommen entschied man sich jedoch für eine östlichere Streckenführung über Schwandorf.
Für den Bau bayerischen Ostbahn waren unter Leitung des Oberingenieurs Heinrich von Hügel zur Mitte des 19. Jahrhunderts 65 Stationen zu projektieren. Das Bahnhofsgebäude „Heidhof“ wurde als 18. Station auf der Relation Nürnberg–Amberg–Regensburg 1859 errichtet. Ursprünglich lag der Bahnhof in der Gemarkung Ibenthann, westlich von Haidhof. Zunächst war er das einzige Gebäude weit und breit. Die Kosten für das „Aufnahmsgebäude, zweistöckig, massiv in Stein gebaut“ betrugen 8128,19 Gulden. Auf dem Gelände des Bahnhofes wurde zusätzlich ein massiver Güterschuppen für 4700 Gulden und ein „Abtrittgebäude“ aus Holz zum Preis von 317,31 Gulden errichtet.
Die Sulzbacher Erzgruben waren 1859 von der Maximilianshütte gekauft worden. Durch die neue Bahnstrecke waren Erzgruben und Hütte verbunden worden. Abzweigend von der Bahnstrecke Regensburg–Weiden wurde 1869 eine Industrienebenstrecke in das nahegelegene Werksgelände der Maximilianshütte eröffnet. 30 Jahre später wurde diese Strecke nach Burglengenfeld erweitert und der Personenverkehr aufgenommen. 1967 wurde dieser eingestellt. Güterverkehr findet auf der Strecke weiterhin statt.
Seit 1957 trägt der Bahnhof den Namen Maxhütte-Haidhof.
Im Jahr 2000 wurde der Bahnhofsvorplatz umgebaut, zwei Jahre später eröffnete dort eine Park-&-Ride-Anlage.
Ab 2007 wurde der Bahnhof barrierefrei ausgebaut.
Im Jahr 2011 erwarb die Stadt Maxhütte-Haidhof das Bahnhofsgebäude von einem Privatmann, der es einige Jahre zuvor von der Deutschen Bahn gekauft hatte. Nachdem im Sommer 2012 die Stadt den Abriss des Gebäudes beschlossen hatte, gründete sich ein „Historischer Arbeitskreis“, der für den Erhalt des Gebäudes einsetzte. 2017 wurde das Gebäude wieder an privat verkauft. Seitdem wird das marode Empfangsgebäude restauriert. Die Pläne beinhalten unter anderem ein Café. 2021 wurde die Toilettenanlage als öffentliche Toilette freigegeben.

## Ausstattung

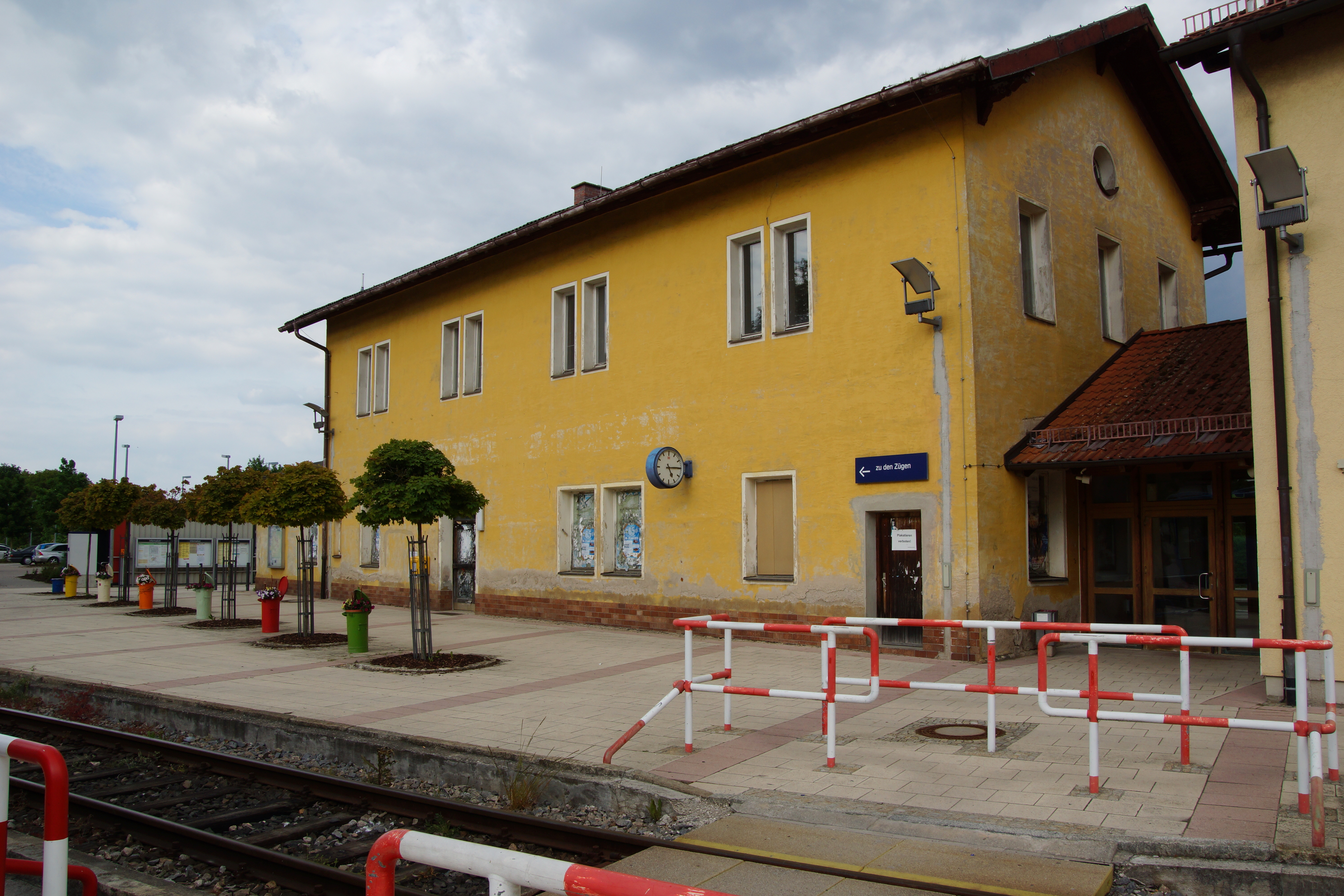
Das Empfangsgebäude vor der Renovierung; davor das Gleis nach Burglengenfeld

Der Bahnhof verfügt über drei Hauptgleise, von denen zwei mit Bahnsteigen ausgestattet sind. Dem Bahnhof ist ein Rangierfeld mit sechs Gleisen vorgelagert, welches noch aus der Zeit des ehemaligen Eisenwerks Maximilianshütte stammt. Für den barrierefreien Zugang zu den Bahngleisen wurde die Gleisunterführung 2021 mit Aufzügen ausgestattet.

## Verkehrsanbindung
Zur Anbindung an das Städtedreieck existieren am Bahnhof ein Taxistand und eine Bushaltestelle. Diese Angebote zur Anbindung werden jedoch oft als schlecht getaktet und nicht ausreichend kritisiert. Des Weiteren ist dem Bahnhof ein Park & Ride Parkplatz angegliedert.
Die Personenverkehrsanbindungen des Bahnhofs führen nach Regensburg und Schwandorf.
Im Herbst 2015 gründete sich die Initiative Pro Städtedreiecksbahn, die die Reaktivierung der Bahnstrecke Haidhof–Burglengenfeld fordert. Für eine mögliche Reaktivierung des Personenverkehrs nach Burglengenfeld für den ÖPNV müsste der Bahnhofsvorplatz, durch den das Gleis nach Burglengenfeld führt, erheblich umgestaltet werden, da der vorhandene Bahnsteig nicht mehr den geltenden Bestimmungen entspricht.